# Bombycopsis
Bombycopsis is een geslacht van vlinders van de familie spinners (Lasiocampidae).

## Soorten
- B. bipars (Walker, 1855)
- B. capicola Aurivillius, 1921
- B. conspersa Aurivillius, 1905
- B. hyatti Tams, 1931
- B. indecora (Walker, 1865)
- B. lepta (Tams, 1931)
- B. metallicus (Distant, 1898)
- B. nigrovittata Aurivillius, 1927
- B. ochroleuca Felder, 1874
- B. orthogramma Hering, 1932
- B. venosa (Butler, 1895)